# La Mirada, California
La Mirada (tiếng Tây Ban Nha của "cái nhìn", phát âm như "La Mi-ra-ta", hoặc "La Mơ-ra-đa" trong tiếng Anh) là một thành phố ở Quận Los Angeles, California, Hoa Kỳ. Theo Thống kê Dân số năm 2000, thành phố này có 46.283 người.

## Địa lý
La Mirada tại tọa độ 33°54′8″B 118°0′35″T / 33,90222°B 118,00972°TĐã đưa tham số không hợp lệ vào hàm {{#coordinates:}} (33,902130, −118,009663).1
Theo Cục Thống kê Dân số Hoa Kỳ, thành phố này có tổng diện tích là 20,4 kilômét vuông (7,9 dặm vuông). Trong đó, 20,3 km² (7,8 sq.mi.) là đất và 0,1 km² (0,04 sq.mi.) là mặt nước. Diện tích mặt nước chiếm 0,38% tổng diện tích.

## Dân tộc
Theo thống kê dân số2 năm 2000, thành phố này có 46.783 người, 14.580 hộ, và 11.518 gia đình. Mật độ dân số là 2.301,0 người/km² (5.960,6 người/sq.mi.). Có 14.811 nhà ở, mật độ trung bình là 728,5 nhà/km² (1.887,1 nhà/sq.mi.). Trong thành phố này, có 64,46% là người da trắng, 1,93% là người da đen hay Mỹ gốc Phi, 0,75% là người Mỹ da đỏ, 14,88% là người Á Châu, 0,27% là người dân đảo Thái Bình Dương, 13,64% là người thuộc một chủng tộc khác, và 4,08% là người lai. 33,47% của dân số là người Hispanic hay Latino thuộc một chủng tộc nào đó.
Có 14.580 hộ, trong đó 37,4% có trẻ em nhỏ hơn 18 tuổi ở trong nhà, 64,1% là đôi vợ chồng ở với nhau, 10,4% có đàn bà đơn thân làm chủ hộ, và 21,0% hộ không phải là hộ gia đình. Có 17,3% hộ chỉ có một người, còn 10,0% hộ chỉ có một người 65 tuổi trở lên ở một mình. Cỡ hộ trung bình là 3,10 người, còn cỡ gia đình trung bình là 3,49 người.
Trong thành phố này, 26,2% dân số chưa đến 18 tuổi, 10,7% dân số từ 18 đến 24 tuổi, 28,5% dân số từ 25 đến 44 tuổi, 20,8% dân số từ 45 đến 64 tuổi, và 13,8% dân số đã 65 tuổi trở lên. Tuổi trung bình của dân số thành phố này là 35. Cho mỗi 100 nữ có 93,3 nam, cho mỗi 100 nữ 18 tuổi trở lên, có 88,3 nam.
Thu nhập trung bình hàng năm của hộ ở thành phố này là 61.632 đô la, và thu nhập trung bình hàng năm của gia đình là 66.598 đô la. Thu nhập trung bình hàng năm của nam giới là 47.364 đô la, của nữ giới là 31.993 đô la. Thu nhập trên đầu người hàng năm của thành phố là 22.404 đô la. Có 3,7% người và 5,6% gia đình có thu nhập dưới mức sống tối thiểu. Trong tất cả dân cư, 6,1% của những người chưa đến 18 tuổi và 4,5% của những người đã 65 tuổi trở lên đang dưới mức sống tối thiểu.

## Các công dân nổi tiếng
- Jacqueline Castillo, vận động viên softball
- Tony Corrente, trọng tài NFL
- Jennie Finch, viện động viên softball trong Thế vận hội
- Eddie Glass, nhạc sĩ rock trong ban nhạc Nebula
- Rashel Piazza, diễn viên người Mỹ gốc Philippines